# Предлог
Предлòгът е неизменяема част на речта, която стои пред съществителното, прилагателното, числителното или местоимението и изразява неговата синтактична зависимост в изречението. Предлозите са несамостойни части на речта (такива са още съюзите, частиците и междуметията).

## Употреба в българския
Например изразът „информационната част в статията“ и изреченията „Статия във вестник „Литературен форум“, „На една маса до широките прозорци срещу летището седеше нашият радиотелеграфист.“., „Преди да се завърне [ген. Игнатиев] в Петербург, той пак мина през Париж, и после посети Виена.“  съдържат предлозите през, в (във), на и срещу.
Когато при свързване на две думи едната пояснява другата, връзката се нарича подчинителна. Главната и зависимата дума могат да се свържат направо или чрез предлози. Предлозите показват отношенията на зависимост между думите в простото изречение.
Най-често употребяваните предлози в българския език: в (във), на, от, до, с (със), за, над, под, пред, след, зад, към, през, при, край, върху, срещу, между и други. Например:
- Николай предаде домашната си работа на учителя.
- Той не се обади на Калин, защото беше зает.
- Вървяхме през парка.
- Бяхме в училищния двор да играем футбол.
- Аз съм в училище от един и половина до седем и петнадесет.
- Днес ще ходя до магазинчето.

## Употреба в други езици
Предлози се използват във всички индоевропейски езици, както и в много други езикови групи точно както в българския. В езици с различна морфология, наравно с предлозите или вместо предлози се използват също следлози.

## Вижте още
Прилог